# Zasadi (gmina Destrnik)
Zasadi – wieś w Słowenii, w gminie Destrnik. W 2018 roku liczyła 47 mieszkańców.